# Dundee Football Club 2020-2021
Questa voce raccoglie le informazioni riguardanti il Dundee Football Club nelle competizioni ufficiali della stagione 2020-2021.

## Stagione
- In Scottish Championship il Dundee si classifica al 2º posto (45 punti), dietro agli Hearts; ai play-off batte il Raith Rovers (3-1 complessivo) e il Kilmarnock (4-2 complessivo) e ottiene la promozione in Premiership.
- In Scottish Cup viene eliminato al terzo turno dal St. Johnstone (0-1).
- In Scottish League Cup viene eliminato al secondo turno dall'Hibernian (1-0).

## Maglie e sponsor
| Casa | Trasferta |

## Rosa
| N. |                        | Ruolo | Calciatore            |
| -- | ---------------------- | ----- | --------------------- |
| 1  | Scozia (bandiera)      | P     | Jack Hamilton         |
| 2  | Scozia (bandiera)      | D     | Cammy Kerr            |
| 3  | Scozia (bandiera)      | D     | Jordan McGhee         |
| 4  | Inghilterra (bandiera) | D     | Liam Fontaine         |
| 5  | Scozia (bandiera)      | D     | Jordon Forster        |
| 6  | Inghilterra (bandiera) | D     | Malachi Fagan-Walcott |
| 7  | Scozia (bandiera)      | A     | Alex Jakubiak         |
| 8  | Scozia (bandiera)      | C     | Shaun Byrne           |
| 9  | Scozia (bandiera)      | A     | Danny Mullen          |
| 10 | Scozia (bandiera)      | C     | Paul McGowan          |
| 12 | Inghilterra (bandiera) | P     | Calum Ferrie          |
| 13 | Inghilterra (bandiera) | P     | Adam Legzdins         |
| 14 | Scozia (bandiera)      | D     | Lee Ashcroft          |
| 16 | Inghilterra (bandiera) | D     | Christie Elliot       |
| 17 | Irlanda (bandiera)     | A     | Jonathan Afolabi      |

| N. |                        | Ruolo | Calciatore              |
| -- | ---------------------- | ----- | ----------------------- |
| 18 | Scozia (bandiera)      | C     | Paul McMullan           |
| 19 | Scozia (bandiera)      | C     | Finlay Robertson        |
| 21 | Svezia (bandiera)      | A     | Osman Sow               |
| 22 | Scozia (bandiera)      | C     | Callum Moore            |
| 23 | Inghilterra (bandiera) | D     | Jordan Marshall         |
| 24 | Scozia (bandiera)      | C     | Max Anderson            |
| 25 | Scozia (bandiera)      | C     | Lyall Cameron           |
| 26 | Scozia (bandiera)      | C     | Charlie Adam (capitano) |
| 27 | Scozia (bandiera)      | C     | Luke Strachan           |
| 29 | Scozia (bandiera)      | D     | Sam Fisher              |
| 30 | Scozia (bandiera)      | P     | Harry Sharp             |
| 31 | Scozia (bandiera)      | A     | Michael Cunningham      |
| 35 | Scozia (bandiera)      | A     | Jason Cummings          |
| 39 | Giamaica (bandiera)    | A     | Nicholas Hamilton       |